# Joffre (Pensilvania)
Joffre es un lugar designado por el censo ubicado en el condado de Washington en el estado estadounidense de Pensilvania. En el Censo de 2010 tenía una población de 536 habitantes y una densidad poblacional de 374,22 personas por km².

## Geografía
Joffre se encuentra ubicado en las coordenadas 40°22′51″N 80°21′11″O / 40.38083, -80.35306. Según la Oficina del Censo de los Estados Unidos, Joffre tiene una superficie total de 2.31 km², de la cual 2.31 km² corresponden a tierra firme y (0%) 0 km² es agua.

## Demografía
Según el censo de 2010, había 536 personas residiendo en Joffre. La densidad de población era de 374,22 hab./km². De los 536 habitantes, Joffre estaba compuesto por el 96.46% blancos, el 0.19% eran afroamericanos, el 0% eran amerindios, el 0.93% eran asiáticos, el 0% eran isleños del Pacífico, el 0% eran de otras razas y el 2.43% pertenecían a dos o más razas. Del total de la población el 0.37% eran hispanos o latinos de cualquier raza.